# Równonogi

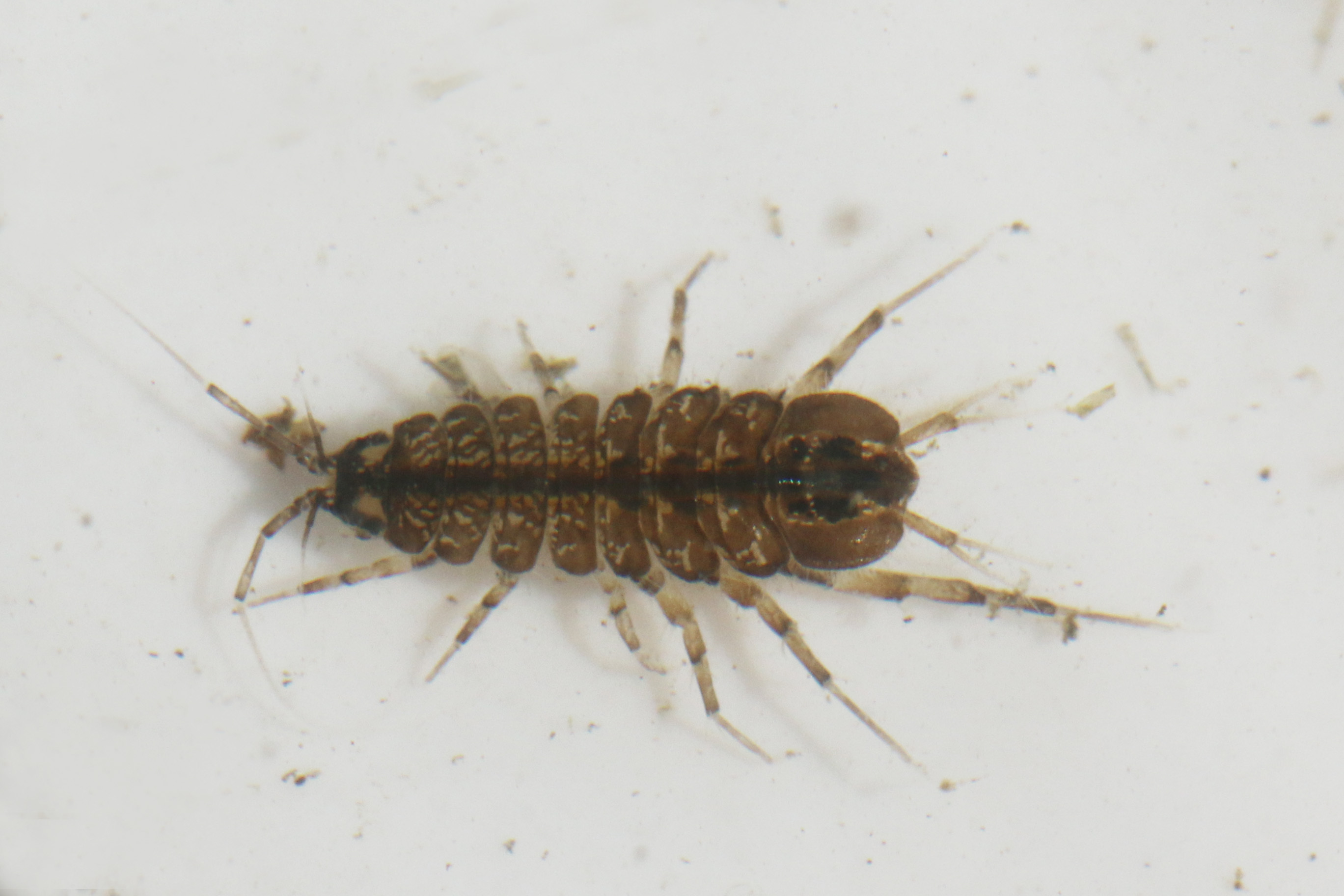
Ośliczka wodna Asellus aquaticus

Równonogi (Isopoda) – rząd skorupiaków z gromady pancerzowców obejmujący około 4000 gatunków zwierząt. Przedstawiciele żyją głównie na dnach mórz, niekiedy w zbiornikach słodkowodnych, rzadko w wilgotnych środowiskach lądowych.
Zwierzęta należące do tego rzędu mają tułów złożony z 7 segmentów i 6-segmentowy odwłok. Przy każdym segmencie znajduje się para odnóży. Podobnie jak u obunogów, samice posiadają komorę lęgową. Wiele gatunków to pasożyty, szczególnie ryb i skorupiaków.
Do rzędu należą m.in. ośliczka wodna (Asellus aquaticus) i podwój wielki (Saduria entomon). Przykładem szeroko występującego w Polsce przedstawiciela równonogów jest stonoga murowa.

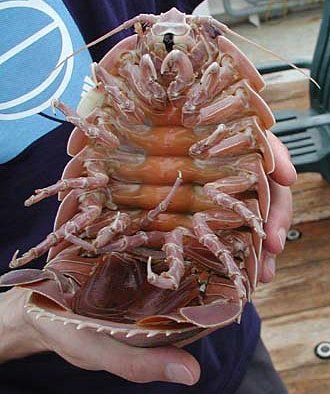
Głębokomorski równonóg Bathynomus giganteus

Podrzędy
- Anthuridea
- Asellota
- Calabozoida
- Epicaridea
- Flabellifera
- Microcerberidea
- Oniscidea
- Phreatoicidea
- Valvifera